# Бродок (Червенский район)
Бродок (бел. Брадок) — исчезнувшая деревня в Червенском районе Минской области Белоруссии, на территории Колодежского сельсовета.

## Географическое положение
Располагалась в 7,5 км северо-восточнее райцентра, в 72 км к юго-востоку от Минска, в 28 км от железнодорожной станции Пуховичи линии Минск—Осиповичи, в 2,2 км (по прямой) от автодороги M-4 Минск—Могилёв.

## История
Деревня, предположительно, основана в начале 1920-х в рамках проведения политики «прищеповщины», предполагавшей расселение крестьян на хутора. Во время Великой Отечественной войны двое жителей деревни не вернулись с фронта Деревня Бродок перестала существовать к 1966[уточнить] году в связи с проведением политики укрупнения колхозов и переездом жителей деревни в Колодези.

## Современность
В настоящее время каких-либо строений на месте бывшей деревни не осталось, на 2005 год здесь указано урочище Бродок.